# Emil Hlobil
Emil Hlobil (født 11. oktober 1901 i Veseli nad Luznici - død 25. januar 1987 i Prag, Tjekkiet) var en tjekkisk komponist, professor og lærer.
Hlobil blev undervist af bl.a. Josef Suk på Prags Musikkonservatorium (1924-1930).
Herefter underviste han på Prague Academy of Performing Arts og Prag´s Musikkonservatorium (1941-1958).
Han har skrevet syv symfonier, orkesterværker, kammermusik, vokalmusik, klavermusik, operaer, koncerter for mange instrumenter, og musik til scenen.
Hlobil hører til blandt de romantiske komponister fra Tjekkiet, og han har undervist en del af eftertidens tjekkiske komponister.

## Udvalgte værker
- Symfoni nr. 1 (1949) - for stort orkester
- Symfoni nr. 2 (1951) - for orkester
- Symfoni nr. 3 (1957) - for orkester
- Symfoni nr. 4 (1959) - for orkester
- Symfoni nr. 5 (1969) - for orkester
- Symfoni nr. 6 (1972) - for kammerstrygerorkester
- Symfoni nr. 7 (1973) - for orkester
- Violin Koncert (1958) - for violin og orkester
- Sinfonietta (19?) - for orkester
- "Filharmonisk koncert" (1965) - for orkester